# A Song to Remember
A Song to Remember és una pel·lícula estatunidenca dirigida per Charles Vidor, estrenada el 1945.

## Argument[1]
A la pel·lícula, Vidor tracta d'una manera romàntica el patriotisme del compositor i pianista polonès Frédéric Chopin. Va ser produïda durant la Segona Guerra Mundial. Chopin, interpretat per Cornel Wilde, és presentat davant del públic com un nen prodigi tocant una peça de Mozart, però quan comença a tocar el piano pot veure per la finestra com les autoritats russes estan capturant polonesos. La pel·lícula també mostra Chopin anant a reunions secretes per salvar Polònia. Vidor mostra el patriotisme com la raó més important per la qual Chopin toca el piano. Va a una reunió secreta en lloc de presentar-se a temps al concert que anava a fer per a un comte i els seus distingits convidats. A més quan finalment toca en el concert, interromp la seva interpretació quan veu entrar al Governador Rus de Polònia. Es posa dret i anuncia, «No toco per als carnissers russos». Surt esperitat de la sala. Abans de deixar Polònia per anar a París, Chopin agafa amb les seves mans terra polonesa.
La primera obra de Chopin que se sent a París és la seva Polonesa heroica, una cançó dedicada a Polònia. L'aparició de George Sand, interpretada per Merle Oberon, altera la vida de Chopin. Vidor retrata Sand com una figura negativa en la vida de Chopin. Ella el sedueix i el fa oblidar Polònia. Al final de la pel·lícula, ofereix una apassionada gira de concerts per Europa, malgrat la seva delicada salut. En un dels concerts, Chopin comença a sagnar.

## Repartiment
- Paul Muni Professor Joseph Elsner
- Merle Oberon: George Sand
- Cornel Wilde: Frédéric Chopin
- Nina Foch: Constantia
- George Coulouris: Louis Pleyel
- Howard Freeman: Friedrich Kalkbrenner
- Stephen Bekassy: Franz Liszt

I, entre els actors que no surten als crèdits :
- Frank Puglia: Monsieur Jollet
- Michael Visaroff: Governador rus

## Premis i nominacions

### Nominacions
- 1946: Oscar al millor actor per Cornel Wilde
- 1946: Oscar al millor guió original per Ernst Marischka
- 1946: Oscar a la millor fotografia per Tony Gaudio i Allen M. Davey
- 1946: Oscar al millor muntatge per Charles Nelson
- 1946: Oscar a la millor banda sonora per Miklós Rózsa i Morris Stoloff
- 1946: Oscar a la millor edició de so per John P. Livadary (Columbia SSD)